# Giulio Beda

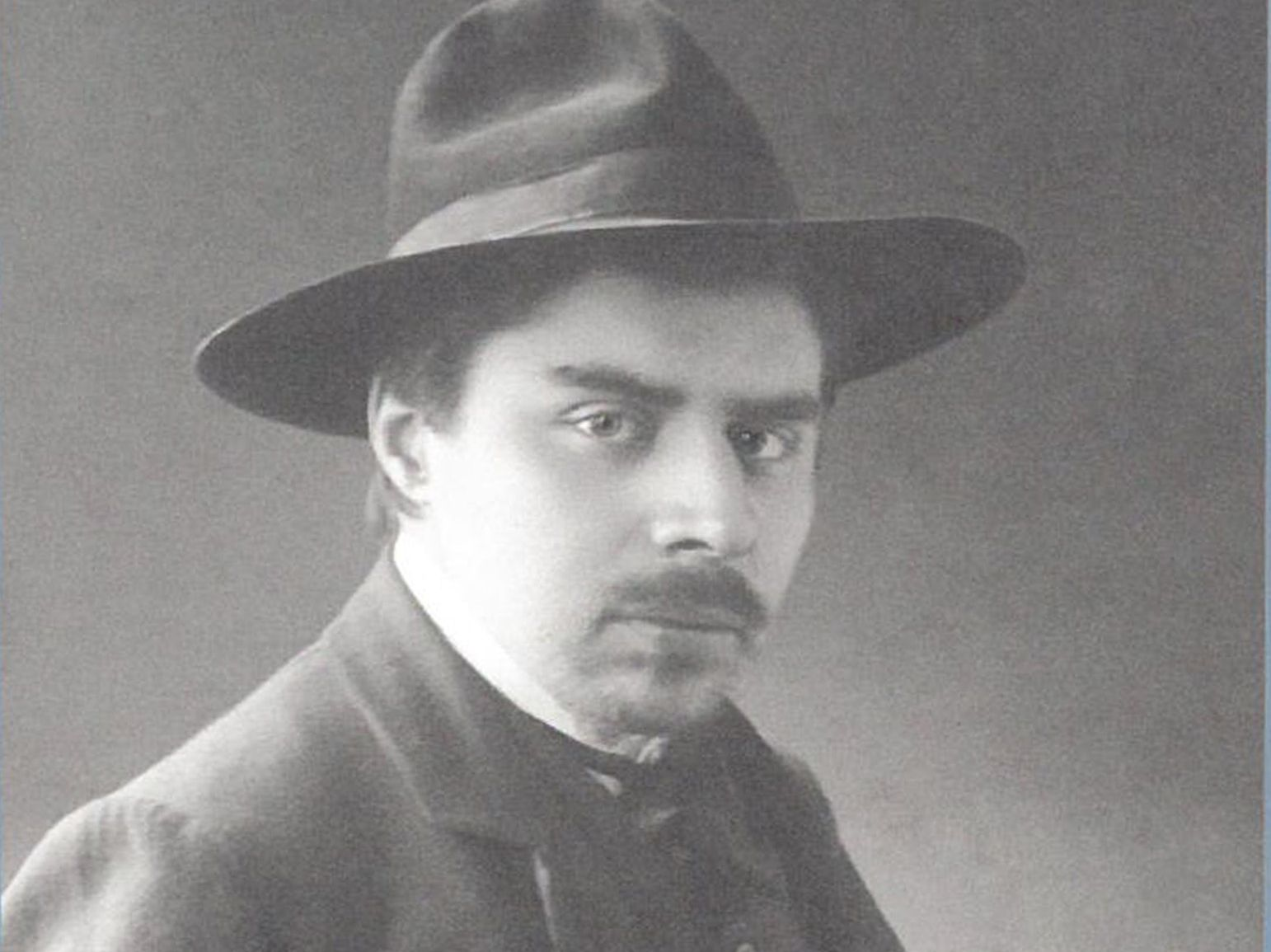
Giulio Beda (1906)

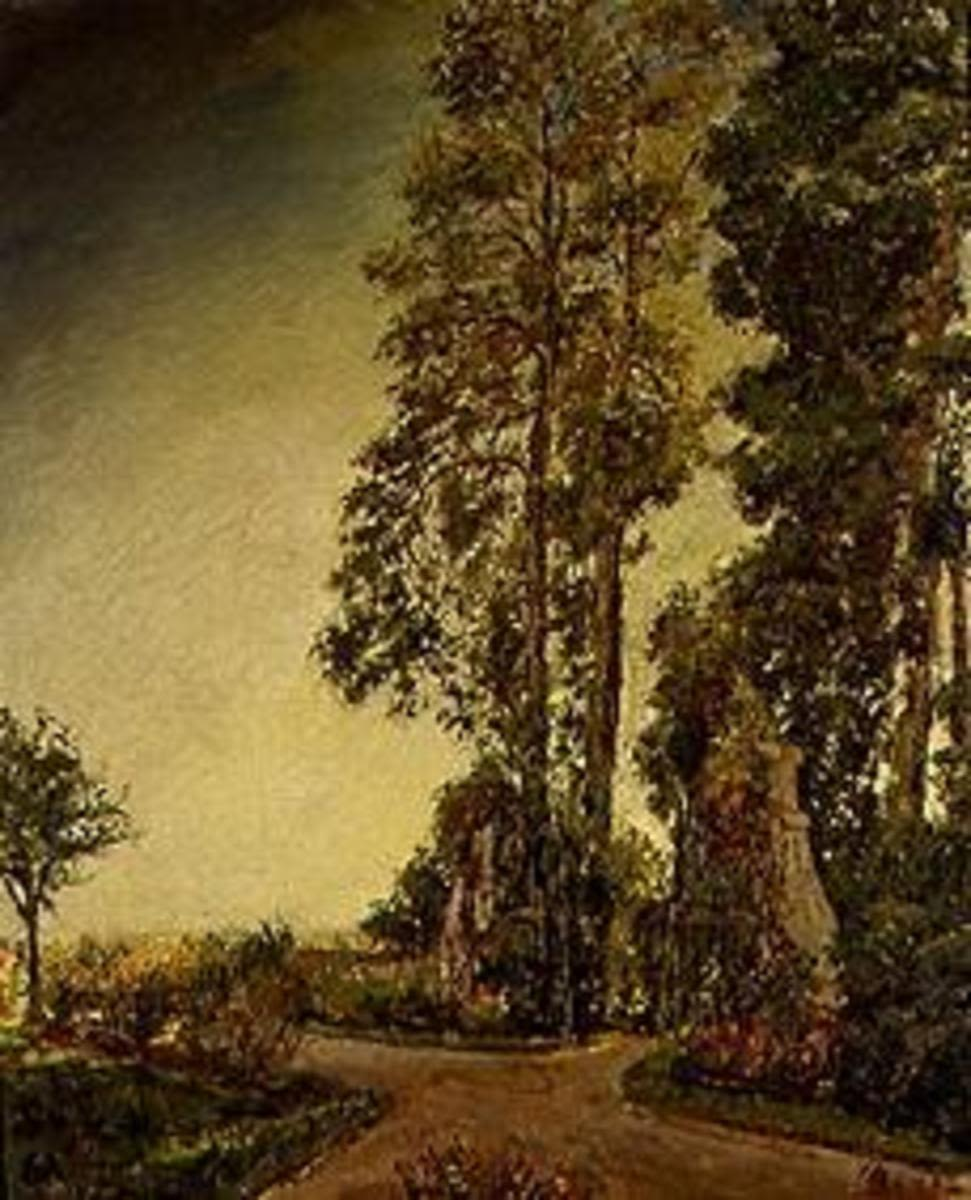
Nachmittagsstimmung im Hofgarten zu Dachau (1937)

Giulio Beda (* 20. Januar 1879 in Triest, Österreich-Ungarn; † 9. April 1954 in Dachau) war ein italienisch-deutscher Maler. Das Hauptmotiv seiner Arbeiten bilden Dachau und die Landschaft um die Stadt an der Amper, aber er malte auch Ansichten von Venedig.

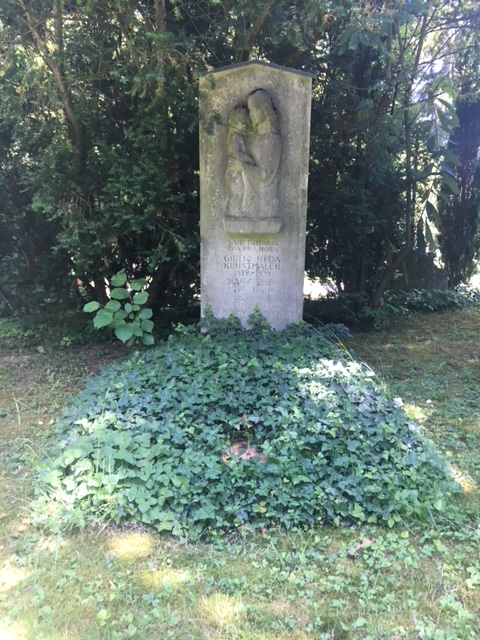
Grabstätte Waldfriedhof Dachau, ABT. XII, Nr. 163/164

## Leben und künstlerisches Wirken
Sein Vater, Francesco Beda, war ein bekannter Historien- und Porträtmaler, der u. a. für Kaiserin Elisabeth von Österreich (Sisi) tätig war. Schon früh zeigte sich Giulios, der im Atelier seines Vaters aufwuchs, künstlerische Begabung. Bereits im Alter von 13 Jahren ging er auf die Kunstakademie Venedig. Dort war sein Lehrer Guglielmo Ciardi.
Nach vier Jahren Studium kehrte er wieder in das väterliche Atelier zurück. Giulio Beda war 21 Jahre alt als sein Vater plötzlich und unerwartet starb. Er fasste den Entschluss nach Deutschland zu gehen, und zwar nach München, wo er die Malschule von Heinrich Knirr besuchte. Hier erfuhr der Künstler von den Bestrebungen der Freiluftmalerei in Dachau. Er beschloss 1907 in den Künstlerort an der Amper überzusiedeln, gründete eine Familie, und seine Kinder kamen hier zur Welt.
Giulio Beda war ein fleißiger Maler. Dabei ist ein Motiv dominierend: das sind seine großen, weiten, oft bewegten, oft in vielen Farben schwelgenden Himmel. Es handelt sich da zumeist um Breitbilder, bei denen höchstens das untere Drittel ein Stück Flachland und weite Ferne zeigt. Alles übrige im Bild gehört dem Himmel (Thiemann-Stoedtner 1981, S. 250). Carl Thiemann berichtete in seinen Erinnerungen eines Dachauer Malers, dass er oft den Malerkollegen in Gottes Freier Natur irgendwo arbeitend getroffen hat. Und weiter: 
Denn er war ja fast ausschließend Landschafter. So malte er Bild um Bild und verkaufte es, ohne dessen Existenz durch eine Notiz oder dergleichen festzuhalten. Da er, soweit zu sehen ist, die Gemälde auch nur selten mit einem Datum versah, ist es schwer, den Ablauf seiner Malerei festzulegen (Thiemann-Stoedtner 1981, S. 250).
In Dachau, in der eine Straße an den Künstler erinnert, galt Giulio Beda als Original. Er war von ungewöhnlicher Körpergröße und stets gut gelaunt.  Seine lustig klingende Sprechweise mit italienischem Einschlag sowie seine drastische Ausdrucksweise machten ihn zu einem gerngesehenen Unterhalter.
Ein beachtlicher Teil seiner Bilder sind zu besichtigen in der Gemäldegalerie Dachau.

## Werke (Auswahl)
- Blick auf Stetten (Öl/Leinwand)
- Gröbenbrieder Straße in Dachau (Öl/Leinwand)
- Venedig Canale Grande (Öl/Leinwand)
- Bauernhäuser im Dachauer Moossommer (Öl/Pappe)
- Villa des Dachauer Bildhauers Ignatius Taschner (Öl/Pappe)
- Laubengang im Dachauer Hofgarten (Öl/Leinwand)
- Herbstliche Blumenpracht im Hofgarten Dachau (Öl/Leinwand)
- Herbstzeit im Moos (Öl/Leinwand)
- Hochsommerhimmel über Etzenhausen (Öl/Pappe)
- Schäfer mit Herde (Öl/Pappe)
- Der Liebhof überwölbt von einem strahlenden Sommerwolkenhimmel (Öl/Pappe)
- Goldenes Firmament (Öl/Leinwand)
- Blick auf Günding (Öl/Leinwand)
- Blick auf Dachau (Öl/Leinwand)
- Weite Feldlandschaft (ÖL/Holz)
- Nachmittag im Dachauer Hofgarten (Öl/Leinwand)
- Sommerzeit (Öl/Leinwand)